# HMS E19
HMS E19 – brytyjski okręt podwodny typu E. Zbudowany w latach 1914–1915 w Vickers, Barrow-in-Furness. Okręt został wodowany 13 maja 1915 roku i rozpoczął służbę w Royal Navy 12 lipca 1915. 
W październiku 1915 przedarł się na Morze Bałtyckie, aby być podstawą tworzonej brytyjskiej Flotylli Bałtyckiej (Baltic Flotilla) stacjonującej w Tallinnie, wchodzącej w skład Floty Bałtyckiej. Jako pierwszy z Floty Bałtyckiej zatopił niemiecki okręt. 11 października 1915 roku dowodzony przez swojego pierwszego dowódcę, Lieutenant-Commandera Francisa Cromie, E19 zatopił cztery niemieckie jednostki. Pierwszy był 75-metrowy SMS „Walther Leonhardt” (2100 ton), wiozący stal ze Szwecji. Po zajęciu statku przez załogę E19, załoga transportowca została załadowana do łodzi ratunkowych, a „Walther Leonhardt” wysadzony w powietrze. Parę godzin później Cromie zauważył kolejny transportowiec, SMS "Germania", który został zaatakowany i osiadł na mieliźnie u wybrzeży Szwecji. Pomimo założenia ładunków wybuchowych statek nie został zatopiony, tylko uszkodzony. Po południu E19 zaatakował 100-metrowy SMS „Gutrune” (5000 ton). Po dokonaniu abordażu, załoga została załadowana na łodzie ratunkowe, a niemiecki statek zatopiony poprzez otworzenie zaworów w przegrodach dennych oraz pompach. Wkrótce po tym kolejna niemiecka jednostka, SMS „Director Reppenhagen” (1560 ton), została zatopiona w ten sam sposób. Czwartą ofiarą E19 był 120-metrowy parowiec SMS „Nicimedia”. Zatopienie w ciągu jednego dnia czterech statków odbyło się bez wystrzelenia ani jednej torpedy oraz bez strat ludzkich po stronie wroga.
7 listopada 1915 roku E19 dwiema torpedami zatopił niemiecki okręt, lekki krążownik SMS „Undine” (3100 ton). 
Po podpisaniu układu pokojowego pomiędzy Rosją a Cesarstwem Niemieckim, w czasie wojny domowej w Finlandii, siły niemieckie – Ostsee-Division – wylądowały w Hanko i w błyskawicznym tempie dotarły do Helsinek. Stacjonujące w obrębie Zatoki Fińskiej brytyjskie okręty podwodne zostały odcięte od możliwości wyjścia z zatoki. Aby nie oddać okrętu w ręce wroga, załoga zatopiła E19 około 1,5 mili od latarni morskiej Grohara, u wejścia do portu w Helsinkach.